# Сальківський цукровий завод
Сальківський цукровий завод - підприємство з виробництва цукру в смт Салькове (Гайворонський район, Кіровоградська область).

## Заснування та робота до націоналізації
Збудований у 1899 р. бароном Горацієм Гінзбургом, за іншими даними - у 1897 А.Підгорським. На будівництво заводу були запрошені чеські спеціалісти.
Барон Гінзбург передав завод своєму сину Йосипу. З того часу підприємство почало називатися Йосипівським. Його потужність була розрахована на переробку 300 тонн цукрових буряків за добу. В 1909 році завод продано капіталісту Гепнеру. Нерухоме майно в 1911 році оцінювалось 433 089 карбованців, а прибутки від роботи становили 2-2,5 мільйона карбованців. Завод працював на дровах, які завозили з Кішевського та Казавчинського лісів, з 1922 року – на кам’яному вугіллі. Буряки доставляли в Салькове кіньми,  волами, та по вузькоколійній залізниці з Гайворонського, Хащуватського, Мощенського, Березовського бурякопунктів.
Завод працював у дві зміни – по 12 годин, без вихідних. Жили робітники в бараках, спали на нарах, на солом’яній підстилці. У них не було обслуговування. На все село і завод був лише один фельдшер. Працював один магазин, що раніше називали лавкою.
Механізація була розвинена слабко. В майстерні працювали два токарних верстати і ковальський міх із ручним приводом. Заробітна плата робітників за день становила 20 коп.

## Радянський час

### Індустріалізація
У післяреволюційний час завод реконструювали і довели його потужність до 700 тонн переробки цукрових буряків за добу. Для удосконалення виробничо-технічної бази заводу було пущено перший струм із Сальківської Бугес у 1924 році. Після чого завод та село було електрифіковано. 
У 1937 році до розстрілу був засуджений робітник заводу Семен Жирун.

### Друга світова війна
У роки Другої світової війни в ході бойових дій заводу завдано збитків на 17 362 000 карбованців СРСР.
Із червня 1942 р. в Сальківському цукровому заводі на території селища організувалась підпільна група, яка поступово зростала та активізовувала свої дії. Була зв’язана із партизанським загоном «Буревісник», місце розташування якого були «Савранські ліси». Батьківщина високо відзначила учасників Сальківського підпілля, хто залишився в живих, нагородивши їх урядовими нагородами:
Медаллю «За відвагу» - Левіцького Юхима Івановича
Медаллю «За військові заслуги»:
1. Бржезіцьку Віру Василівну
2. Грабовського Івана Микитовича
3. Гумінського Олександра Васильовича
4. Зелінського Феофана Єфремовича
5. Рачинського Євгена Васильовича
6. Рачинську Палажку Петрівну
7. Ростецького Володимира Антоновича
8. Сюльського Семена Івановича.
1944 р. цукрозавод щодоби переробляв по 3 605 ц. буряків.

### Повоєнний час
У післявоєнні роки завод було відбудовано. 
З року в рік зростало і міцніло сільське господарство селища, даючи великі урожаї цукрових буряків. Застосовуючи передову агротехніку, сповна використовуючи потужність машин в 1950 р. Збирали  цукрових буряків – 321 ц./ га.
У 1966 році його потужність становила 1410 тонн на добу. У 1974-1978 роках проведена реконструкція підприємства. Замінено все обладнання новим, побудовано нову ТЕЦ. Потужність заводу  зросла до 3010 тонн перероблення буряків на добу.20.09.1962 року Салькове отримало статус селища міського типу, тому що в селищі працював цукровий комбінат, до якого входили цукровий завод і бурякорадгосп, за яким було закріплено 7 235 га сільськогосподарських угідь, в тому числі 5 832 га орної землі. Виробничий напрям радгоспу – вирощування насіння цукрових буряків. Було розвинуто м’ясо-молочне тваринництво, хліборобство.
200 працівників комбінату за успіхи у виробництві відзначені орденами і медалями. Головному агрономові радгоспу Л.С. Кравченку присвоєно звання Героя Соціалістичної Праці, механіку Сальківського відділу радгоспу ПовідалоП.К. – Героя Соціалістичної праці, головному зоотехніку Ф.М. Попелю – заслуженого зоотехніка УРСР, 140 робітників комбінату – ударники комуністичної праці.
В мальовничому парку Сальківський цукровий завод побудував в 1956 році клуб на 350 місць, на сцені якого виступали аматори та артисти Кіровоградського, Донецького, Київського та інших театрів.

#### Справа 1966 року
У 1966 році місцеві члени ОУН Ярослав Лесів та Віктор Цвілюк встановили на трубі заводу синьо-жовтий прапор, за що були заарештовані та репресовані.

## ВАТ «Сальківський цукровий завод» (1994—2002)
У 1994 році розпочався процес приватизації (випуск акцій на вартість всього обладнання). Ці акції були розподілені між працівниками заводу і тими сільськогосподарськими виробництвами, які постачали буряк. Так було створено відкрите акціонерне товариство.
На Сальківському заводі, автомобіль ВАЗ 2107, (1995 року випуску), оцінили у 2005 рр. у 406 грн. 80 коп., колектор води 1-ї категорії оцінений в 1839 грн., автобус ПАЗ-3205 (рік випуску — 1992) оцінений в 354 грн., трясун сортувальний ТКС — 1,2 оцінений в 8 грн. 75 коп.
Через неефективний менеджмент та постійні зміни власників контрольного пакету акцій виробництво цукру скорочувалось, а завод занепадав.
В 2001 і 2002 роках завод не працював.
8 серпня 2002 р. Господарським судом Кіровоградської області ВАТ «Сальківський цукровий завод» було визнано банкрутом.

## ТОВ «Сальківцукор» (2003—2004)
Та на цьому завод не припинив своє функціонування. Завод був перепроданий. Нові власники в 2003 році профінансували ремонт цукрового заводу і розпочали сезон цукроваріння. Але з втратою зони бурякосіяння було перероблено тільки 42 тисячі тонн цукросировини. Та не дивлячись на зовсім малий період виробництва люди почали отримувати зарплату, а район – кошти до бюджету. Нові ж власники після закінчення виробництва потерпіли збитків і в 2004 році завод вже не запускали, його було законсервовано до кращих часів, яким не судилося настати...
Пізніше на території заводу з’явилося нове підприємство ТОВ «Сальківцукор», яке викупило всі цехи, обладнання та сировину і продовжило виробництво цукру. При цьому залишивши борги по зарплатні та перед податковою на ВАТ «Сальківський цукровий завод». Хоча у державному реєстрі не було виявлено цього підприємста та про його роботу свідчать документи знайдені в стінах колишнього процвітаючого заводу.   Зі слів Дудко Олени Анатоліївни стало відомо, що подібні схеми повторювались кілька разів. Створюючи нове підприємство ті ж самі власники просто переоформлювали документи та спокійно продовжували працювати, а про повернення боргів ніхто навіть і не думав.
23 січня 2006 року було укладено договір купівлі-продажу між ПП «Гарант-Д» та ТОВ «Таврида Сервіс - 2004», останнє придбало майновий комплекс цукрового заводу загальною вартістю 3 000 163 грн.. Зрештою акції потрапили до рук «металістів», які знали як збагатитись, порізавши все обладнання  на металобрухт і розпродаючи нове обладнання. Ліцензії на вирізку заводу було видано спочатку Миколаївській фірмі «Миколаїввтормет», потім Одеському підприємству «Балкер», потім Херсонській промислово-торговельній фірмі «Оліс». Також у документах фігурували такі фірми як «Азовмет» та «Жадор».  Люди не розуміли, що діється. В усьому звинувачували “бандитів”, які прийшли різати завод. Всі сподівалися, що його можна відстояти. Районна влада вселяла надію та дурила людей, хоча добре знала, що це вже кінець,  що завод разом із багатьма іншими подібними йому став баластом у війні цукровиробників-монополістів і ніхто в його існуванні, крім робітників, не зацікавлений.
Спочатку представники ТОВ «Таврида Сервіс - 2004» обіцяли, що завод було придбано для виробництва цукру з тростникового сирцю або для подальшого перепродажу. Та обіцянки не були дотримані і почалися роботи по демонтажу обладнання.
Перший штурм заводської прохідної відбувся 27 вересня 2005 року. У відповідь на мирні протести акціонерів 9 березня 2006 року ТОВ «Таврида Сервіс - 2004» виставила озброєний загін охорони у повній бойовій готовності. Сутички відбувалися регулярно, місцеві жителі вели постійне чергування під стінами заводу, не допускаючи чужаків. Воєнізованих нападів на завод побільшало, «бандюки» використовували вогнепальну зброю, бійцівських собак. Люди були вкрай виснажені і нервово і фізично, але не змирились. І коли люди отримали  інформацію, що фірма, яка запланувала вирізку заводу, не має всіх документів на право власності вони згадали, що у них на руках залишилось ще близько 40 % акцій. То чому ліквідуючи підприємство, акціонерам ніхто не повертає їхню частку? Можливо, вони мають якісь права, щоб ставати на захист заводу? До того ж, нові господарі всім комплексом не володіють. Виявилось, що прохідна заводу якраз і належить акціонерам. Тут би розмовляти законами, через суди, та де там…
Протистояння між робітниками та «власниками» підприємства тривало майже рік. Навіть коли вже тривала вирізка металу працівники не втрачали надії на справедливість. Вони писали заяви до райвідділу внутрішніх справ Гайворонського району, в яких вказували всі збитки надані заводу аби на випадок суду мати офіційне підтвердження. Люди звертались із офіційними листами і до президента, і до прем’єр міністра, і в Верховну Раду, і в фонд державного майна, і в всі можливі ЗМІ, та влада ніяк не реагувала на цю проблему. Неодноразово статті про Сальківський цукровий завод друкувались у районній газеті «Гайворонські вісті».
Остаточну крапку поклало рішення Прокуратури Гайворонського району після оприлюднення якого чергування припинились.  Між робітниками та власниками ТОВ «Таврида Сервіс - 2004»  було підписано так звану «мирову угоду».  Завод пущено під ніж із мовчазної згоди влади. Завершило демонтаж заводу Херсонське приватне підприємство «Ігдіал» у особі Ліпи Олександра Дмитровича.
Після остаточного припинення існування заводу люди прагнули отримати хоч якусь компенсацію та подавали позови до суду на ліквідатора заводу, якого було визначено після оголошення про банкрутство та добитись справедливості так і не вийшло.  У 2017 році стало відомо, що підприємство «Ігдіал» вже не має майна на території смт. Салькове . А це означає те, що завод в черговий раз було перепродано.
Закриття цукрвого заводу спричинило масове безробіття серед мешканців Салькового.

## Директори
Верховський Євген Федорович (Герой Радянського союзу) 1951-1970